# Wereldkampioenschap superbike van Laguna Seca 2004
Het wereldkampioenschap superbike van Laguna Seca 2004 was de zevende ronde van het wereldkampioenschap superbike 2004. De races werden verreden op 11 juli 2004 op Laguna Seca nabij Monterey, Californië, Verenigde Staten. Tijdens het weekend kwam enkel het WK superbike in actie, het wereldkampioenschap Supersport was niet aanwezig op het circuit.

## Superbike

### Race 1
| Pos | Nr | Rijder               | Constructeur | Rondes | Tijd         | Grid | Punten |
| --- | -- | -------------------- | ------------ | ------ | ------------ | ---- | ------ |
| 1   | 17 | Chris Vermeulen      | Honda        | 28     | 41:03.371    | 3    | 25     |
| 2   | 7  | Pierfrancesco Chili  | Ducati       | 28     | +04.127      | 4    | 20     |
| 3   | 99 | Steve Martin         | Ducati       | 28     | +5.707       | 1    | 16     |
| 4   | 52 | James Toseland       | Ducati       | 28     | +8.347       | 2    | 13     |
| 5   | 55 | Régis Laconi         | Ducati       | 28     | +8.390       | 6    | 11     |
| 6   | 41 | Noriyuki Haga        | Ducati       | 28     | +18.560      | 16   | 10     |
| 7   | 24 | Garry McCoy          | Ducati       | 28     | +21.290      | 7    | 9      |
| 8   | 6  | Mauro Sanchini       | Kawasaki     | 28     | +31.795      | 11   | 8      |
| 9   | 91 | Leon Haslam          | Ducati       | 28     | +34.166      | 8    | 7      |
| 10  | 4  | Troy Corser          | Petronas     | 28     | +38.175      | 5    | 6      |
| 11  | 20 | Marco Borciani       | Ducati       | 28     | +43.554      | 13   | 5      |
| 12  | 19 | Lucio Pedercini      | Ducati       | 28     | +57.948      | 10   | 4      |
| 13  | 5  | Piergiorgio Bontempi | Suzuki       | 28     | +1:18.252    | 14   | 3      |
| 14  | 22 | Horst Saiger         | Yamaha       | 28     | +1:22.532    | 19   | 2      |
| DNF | 9  | Chris Walker         | Petronas     | 26     | Uitgevallen  | 17   |        |
| DNF | 12 | Warwick Nowland      | Suzuki       | 26     | Uitgevallen  | 20   |        |
| DNF | 69 | Gianluca Nannelli    | Ducati       | 17     | Uitgevallen  | 12   |        |
| DNF | 8  | Ivan Clementi        | Kawasaki     | 15     | Uitgevallen  | 9    |        |
| DNF | 25 | Alessio Velini       | Yamaha       | 9      | Ongeluk      | 15   |        |
| DNF | 23 | Jiří Mrkývka         | Ducati       | 7      | Uitgevallen  | 18   |        |
| DNS | 50 | Miguel Praia         | Ducati       | 0      | Niet gestart | 21   |        |

### Race 2
| Pos | Nr | Rijder               | Constructeur | Rondes | Tijd        | Grid | Punten |
| --- | -- | -------------------- | ------------ | ------ | ----------- | ---- | ------ |
| 1   | 17 | Chris Vermeulen      | Honda        | 28     | 40:56.568   | 3    | 25     |
| 2   | 52 | James Toseland       | Ducati       | 28     | +0.465      | 2    | 20     |
| 3   | 55 | Régis Laconi         | Ducati       | 28     | +13.520     | 6    | 16     |
| 4   | 41 | Noriyuki Haga        | Ducati       | 28     | +13.742     | 16   | 13     |
| 5   | 7  | Pierfrancesco Chili  | Ducati       | 28     | +21.770     | 4    | 11     |
| 6   | 99 | Steve Martin         | Ducati       | 28     | +27.964     | 1    | 10     |
| 7   | 24 | Garry McCoy          | Ducati       | 28     | +43.631     | 7    | 9      |
| 8   | 20 | Marco Borciani       | Ducati       | 28     | +48.268     | 13   | 8      |
| 9   | 6  | Mauro Sanchini       | Kawasaki     | 28     | +49.327     | 11   | 7      |
| 10  | 8  | Ivan Clementi        | Kawasaki     | 28     | +54.021     | 9    | 6      |
| 11  | 19 | Lucio Pedercini      | Ducati       | 28     | +1:09.618   | 10   | 5      |
| 12  | 5  | Piergiorgio Bontempi | Suzuki       | 28     | +1:24.444   | 14   | 4      |
| 13  | 12 | Warwick Nowland      | Suzuki       | 27     | +1 ronde    | 20   | 3      |
| 14  | 22 | Horst Saiger         | Yamaha       | 27     | +1 ronde    | 19   | 2      |
| DNF | 91 | Leon Haslam          | Ducati       | 21     | Ongeluk     | 8    |        |
| DNF | 4  | Troy Corser          | Petronas     | 17     | Uitgevallen | 5    |        |
| DNF | 9  | Chris Walker         | Petronas     | 7      | Uitgevallen | 17   |        |
| DNF | 25 | Alessio Velini       | Yamaha       | 6      | Ongeluk     | 15   |        |
| DNF | 50 | Miguel Praia         | Ducati       | 2      | Uitgevallen | 21   |        |
| DNF | 23 | Jiří Mrkývka         | Ducati       | 0      | Ongeluk     | 18   |        |
| DNF | 69 | Gianluca Nannelli    | Ducati       | 0      | Ongeluk     | 12   |        |

## Tussenstanden na wedstrijd

### Superbike
| Pos | Nr | Rijder              | Team   | Punten |
| --- | -- | ------------------- | ------ | ------ |
| 1   | 52 | James Toseland      | Ducati | 201    |
| 2   | 55 | Régis Laconi        | Ducati | 198    |
| 3   | 17 | Chris Vermeulen     | Honda  | 187    |
| 4   | 41 | Noriyuki Haga       | Ducati | 162    |
| 5   | 7  | Pierfrancesco Chili | Ducati | 160    |

1995 · 1996 · 1997 · 1998 · 1999 · 2000 · 2001 · 2002 · 2003 · 2004 · 2013 · 2014 · 2015 · 2016 · 2017 · 2018 · 2019